# Somerset County Cricket Club
Der Somerset County Cricket Club repräsentiert die traditionelle Grafschaft Somerset in den nationalen Meisterschaften im englischen Cricket.

## Geschichte

### Die Anfänge

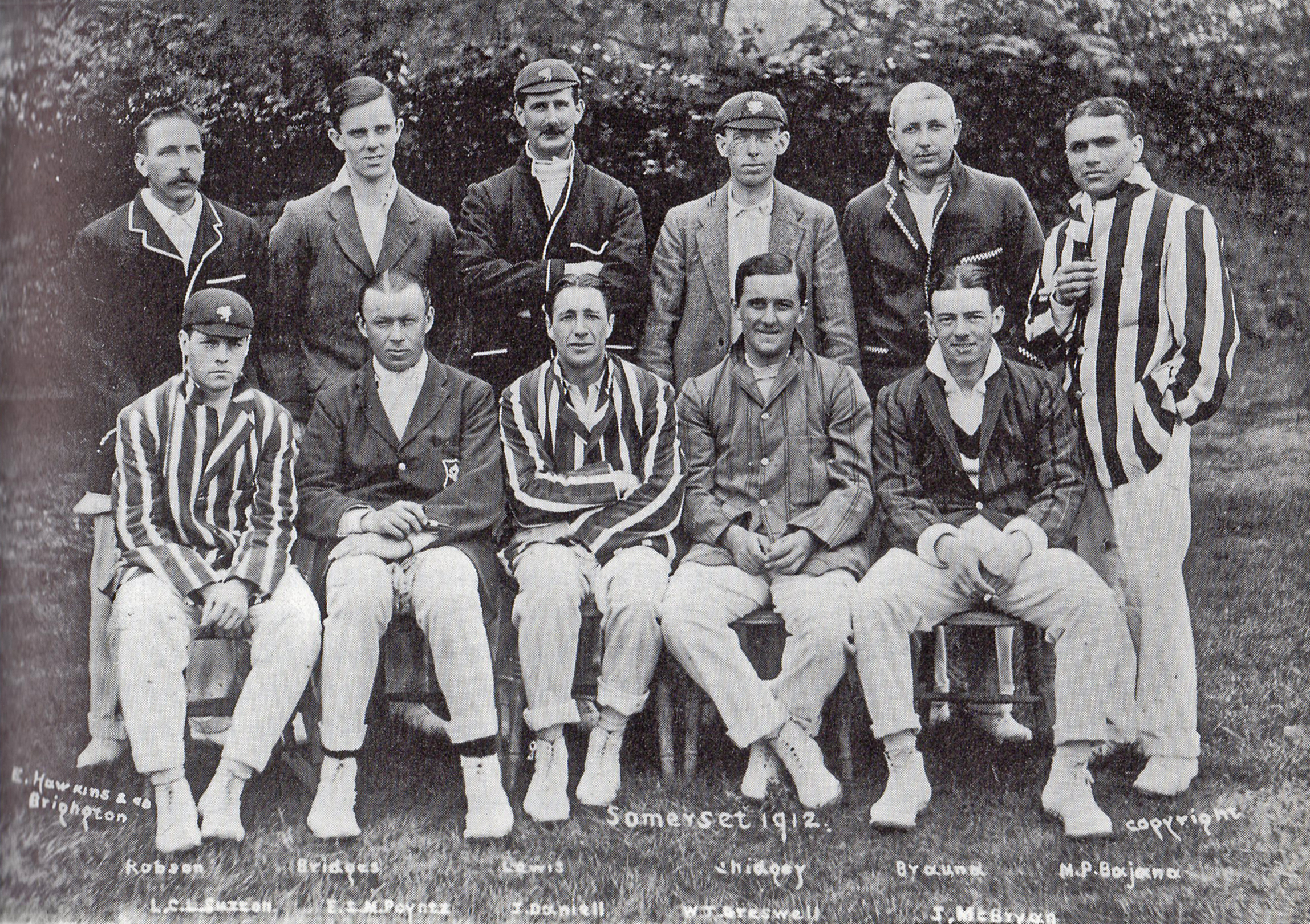
Somerset CCC in 1912.

Spiele von Mannschaften die unter dem Namen Somerset firmierten sind bis ins Jahr 1845 dokumentiert. Gegründet wurde der County Cricket Club im August 1875. Eine Mannschaft mit dem Namen Gentlemen of Somerset, die seit 1860 Spiele austrug, führte ein Zweitages-Spiel gegen die Gentleman of Devon in Sidmouth durch. Dieses konnte mit acht Wickets gewonnen werden. und so entschloss man sich nach dem Spiel einen County Club zu gründen. Ursprünglich plante man sich kein festes Heimatstadion zu suchen, sondern seine Heimspiele über verschiedene Spielflächen im County auszutragen. Dies änderte sich erst 1881, als der Taunton Athletic Club nahe dem Fluss Tone ein Spielfeld errichtete. Dieses wurde seit 1882 für Spiele verwendet. Ursprünglich hatte Somerset keinen First-Class-Status, doch nachdem die Mannschaft 1890 die 'Second-Class-Championship' gewonnen hatte, erfolgte der Aufstieg zur Saison 1891. In ihrer zweiten Saison 1892 erreichten sie einen dritten Platz, jedoch befanden sie sich bis zum Ersten Weltkrieg zumeist in der unteren Tabellenhälfte. Vier Mal (1908, 1910, 1911 und 1913) endete die Saison sogar am Tabellenende. Spieler wie die Nationalspieler Lionel Palairet, Sammy Woods und Jack White waren vor dem Ersten Weltkrieg wichtige Stützen der Mannschaft.

### Nach dem Ersten Weltkrieg

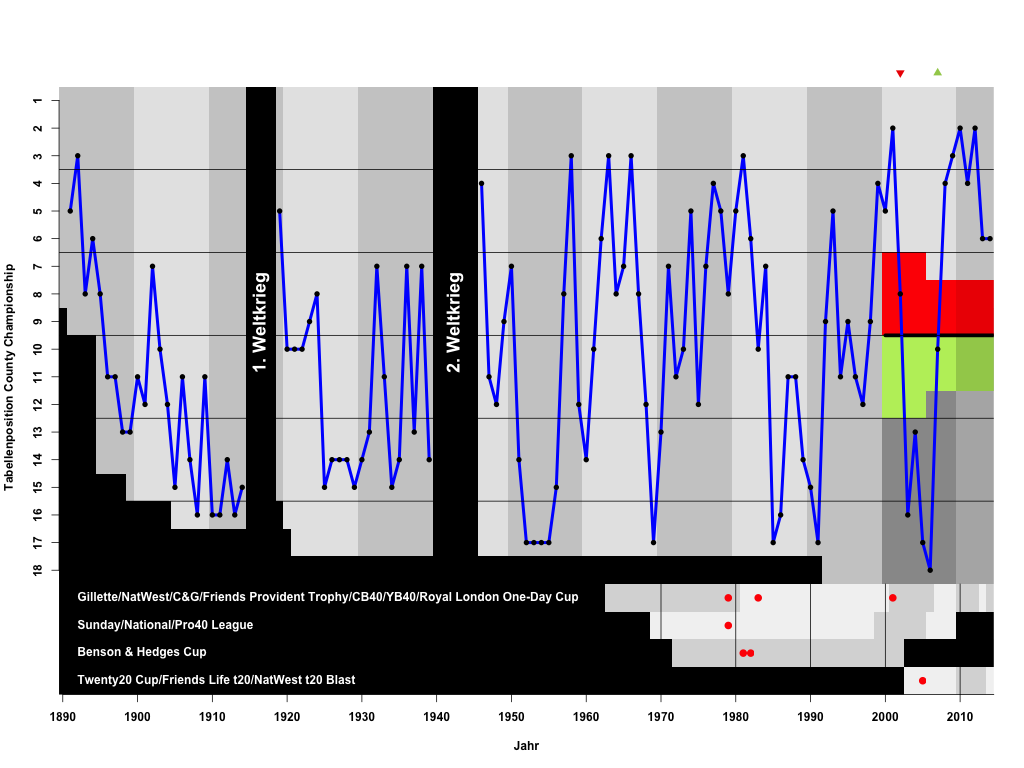
Performance des Somerset County Cricket Club im First Class, One-Day und T20 Cricket in den nationalen englischen Wettbewerben.

Nach dem Ersten Weltkrieg konnte in der ersten Saison wurde ein fünfter Platz erzielt werden, was die beste Platzierung zwischen den kriegen bleiben sollte. Zumeist platzierte sich das Team im Mittelfeld. Spieler wie Arthur Wellard und Harold Gimblett waren in dieser Zeit Teil der Nationalmannschaft. Über den Zweiten Weltkrieg war der Club gut hinweggekommen und so erzielte man nach Spielbeginn 1946 ein vierter Platz. Jedoch sollte dies nicht anhalten und in den 1950er Jahren platzierte man sich vier Saisons in Folge (1952, 1953, 1954, 1955) am Tabellenende. Nach dieser Phase folgte über bis in die 1960er Jahre ein konstante Platzierung im Mittelfeld und insgesamt drei Mal (1958, 1963, 1966) konnte sich das Team auf einen dritten Platz platzieren. Die anschließende Schwächephase mit einem letzten Platz 1969 führte dann nach einem Neuaufbau unter Brian Close zu ersten Titeln in den One-Day-Wettbewerben zum Ende der 1970er Jahre. Innerhalb von zwei Tagen gelang 1979 der Gewinn des Gillette Cups und der John Player League. Spieler wie Ian Botham, und die West-Inder Viv Richards und Joel Garner waren die wichtigsten Spieler der nun begonnenen Hochphase. 1981 und 1982 gelang der Gewinn des Benson & Hedges Cups und 1983 wurde noch einmal die NatWest Trophy gewonnen. Auch in der County Championship konnte Somerset sich wieder höher platzieren und es erfolgte ein weiterer dritter Platz in 1981.

### Von der Krise bis heute
Jedoch konnte das Team das Niveau nicht halten. Schon bald rutschte man wieder in die tieferen Tabellenregionen und nachdem 1985 der letzte Platz und 1986 der vorletzte Platz erzielt wurde, entschied sich die Teamführung zu handeln. Unter dem Vorsitzenden Michael Hill entschied man Richards und Garner nicht weiter zu verpflichten und durch den Neuseeländer Martin Crowe zu ersetzen. Peter Roebuck, der Kapitän der Mannschaft unterstützte diese Entscheidung, doch Botham, der mit den beiden Spielern gut befreundet war, entschied sich daraufhin aus Protest den Club nach Worcestershire zu verlassen. In der Folge folgten zwei elfte Plätze in 1987 und 1988 aber auch ein letzter Tabellenplatz 1991. In den 1990er Jahren erfolgte dann ein Aufstieg zu höheren Tabellenregionen, die gekrönt wurde mit der Saison 2001. So erzielte man unter dem Kapitän Jamie Cox einen zweiten Platz hinter Yorkshire in der County Championship und Gewann die Cheltenham & Gloucester Trophy. Jedoch folgte in der Folgesaison der Abstieg in die zweite Division. Der bis heute letzte Titel konnte 2005 mit dem Gewinn des Twenty20 Cup erzielt werden. 2007 erfolgte wieder der Aufstieg in die erste Division der County Championship. Seitdem konnte Somerset vier Mal (2010, 2012, 2016, 2018) den zweiten Platz der County Championship belegen. 2019 gelang der Gewinn des Royal London One-Day Cup.

## Stadion
Das Heimstadion des Clubs ist der County Ground in Taunton. Ein weiteres Stadion das häufiger Verwendung findet ist Taunton Vale, ebenfalls in Taunton.

## Erfolge

### County Cricket
Gewinn der County Championship (0): –

### One-Day Cricket
Gilette/NatWest/C&G Trophy/FP Trophy (1963–2009) (3): 1979, 1983, 2001
Sunday/National/Pro40 League (1969–2009) (1): 1979
Benson & Hedges Cup (1972–2002) (2): 1981, 1982
ECB 40/Clydesdale Bank/Yorkshire Bank 40 (2010–2013) (0): –
Royal London One-Day Cup (2014-heute) (1): 2019

### Twenty20
Twenty20 Cup/Friends Life t20/NatWest t20 Blast (1): 2005

## Statistiken

### Runs
Die meisten Runs im First-Class Cricket wurden von den folgenden Spielern erzielt:
| Spieler            | Spielzeiten | Runs   |
| ------------------ | ----------- | ------ |
| Harold Gimblett    | 1935–1954   | 21.124 |
| Marcus Trescothick | 1993–heute  | 18.103 |
| Peter Wright       | 1953–1965   | 16.695 |
| Bill Alley         | 1957–1968   | 16.644 |
| Peter Roebuck      | 1974–1991   | 16.218 |

### Wickets
Die meisten Wickets im First-Class Cricket wurden von den folgenden Spielern erzielt:
| Spieler        | Spielzeiten | Runs  |
| -------------- | ----------- | ----- |
| Jack White     | 1909–1937   | 2.165 |
| Arthur Wellard | 1927–1950   | 1.517 |
| Brian Langford | 1953–1974   | 1.390 |
| Ernie Robson   | 1985–1923   | 1.122 |
| Horace Hazell  | 1929–1952   | 957   |